# نيوبورت (نيويورك)
نيوبورت (بالإنجليزية: Newport, New York)‏ هي بلدة أمريكية تقع في الولايات المتحدة في نيويورك (ولاية). يقدر عدد سكانها بـ 2,302 نسمة .

## أعلام
- أغسطس ويليام سميث